# Edward Löwe
Pour les articles homonymes, voir Löwe.
Edward Löwe ou Lowe est un joueur d'échecs né le 21 septembre 1794 en Bohème et mort le 24 février 1880.

## Biographie et carrière
En 1847, Löwe battit en match Howard Staunton 5 à 2, mais son adversaire avait un handicap de d'un pion et Löwe avait aussi l'avantage de deux coups. En 1849, il battit Hugh Kennedy dans un match 7,5 à 6,5. En 1857, il perdit contre le champion américain Paul Morphy, 0 à 6. Lors du tournoi d'échecs de Londres 1851, il fut battu au premier tour par Marmaduke Wyvill (0 à 2).